# Sandema
Sandema é uma cidade de Gana. Trata-se da capital do distrito de Builsa Norte, situado na Região Alta Oriental, no norte do país. Anteriormente tinha sido a capital do antigo Distrito de Builsa até que este foi dividido em dois.
Uma das principais instituições da cidade e a zona é o Builsa Community Bank Limited (BUCO Bank). A cidade conta com um hospital e com o principal mercado do distrito, que se celebra a cada três dias. Quanto a instituições educativas, em 2001 contava com 29 escolas e 6 escolas secundárias. A cidade conta com tradição na indústria têxtil. Nos arredores de Sandema explode-se a extração de arcilla para a produção de cerâmica e alfarería.
Em Sandema encontra-se o Akumcham, o lugar onde Babatu, o comerciante de escravos, abandonou a sua mulher. O confronto entre os Builsa e Babatu, com a derrota do senhor da guerra na batalha de Sandema, comemora-se a cada ano com o Feok ou Fiok Festival, que se celebra em Sandema a cada dezembro, e no que a gente reproduz o confronto com disfarces e armas antigas. Ademais, dança-se e tocam instrumentos e pede-se a protecção dos deuses e uma boa colheita.